# Село Мамай батыра
Мамай батыра (каз. Мамай батыр ауылы, до 2010 г. — Васильевка) — село в Уланском районе Восточно-Казахстанской области Казахстана. Входит в состав Аблакетского сельского округа. Код КАТО — 636233300.

## Население
В 1999 году население села составляло 1087 человек (546 мужчин и 541 женщина). По данным переписи 2009 года, в селе проживало 1447 человек (705 мужчин и 742 женщины).